# Pentaerythrittetraacrylat
Pentaerythrittetraacrylat ist eine chemische Verbindung aus der Gruppe der Carbonsäureester.

## Gewinnung und Darstellung
Pentaerythrittetraacrylat kann durch Veresterung von Pentaerythrit mit Acrylsäure und para-Toluolsulfonsäure als Katalysator, sowie einem phenolischen Polymerisationshemmer, in Toluol gewonnen werden. Das Reaktionssystem wird unter Rückfluss entwässert (Wasserabscheider). Bei der Reaktion entsteht auch das unvollständig veresterte Pentaerythrittriacrylat (PETA).

## Eigenschaften
Pentaerythrittetraacrylat ist abhängig von der Umgebungstemperatur ein weißer bis gelblicher wachsartiger Feststoff bzw. farblose Flüssigkeit. Unter Hitze- oder Lichteinfluss oder bei Kontakt mit Initiatoren, wie zum Beispiel Peroxiden, kann eine Polymerisation stattfinden, weswegen die Verbindung vermischt mit Stabilisatoren (wie zum Beispiel 4-Methoxyphenol) in den Handel gebracht wird.

## Verwendung
Pentaerythrittetraacrylat ist ein hydrophobes tetrafunktionelles Monomer, das hauptsächlich als Vernetzungsmittel (zum Beispiel für Klarlacke) verwendet wird und so eine Verbesserung der Oberflächenmorphologie des Polymermaterials ermöglicht. Es kann durch die Suspension von Pentaerythrit in einer Lösung aus Triethylamin und Dichlormethan synthetisiert werden. Es kann bei der Synthese von Gelpolymerelektrolyten zur Herstellung von  Lithium-Schwefel-Akkumulatoren eingesetzt werden.